# Division 1 i fotboll 1995
Division I i fotboll 1995 var 1995 års säsong av Division I som bestod av två serier, med 14 lag i varje serie. Det var då Sveriges näst högsta division. Varje serievinnare gick upp till Allsvenskan och de tre sämsta degraderades till Division II. Tabelltvåorna gick till allsvenskt kvalspel och lagen på elfte plats kvalade för att undvika nedflyttning till Division 2. Det gavs 3 poäng för vinst, 1 poäng för oavgjort och 0 poäng för förlust.

## Serier

### Norra
Umeå FC vann serien och gick till Allsvenskan. Gefle IF kom på andra plats och gick till kvalspel till Allsvenskan.
| Nr | Lag               | S  | V  | O  | F  | GM | IM | MS  | P  |
| -- | ----------------- | -- | -- | -- | -- | -- | -- | --- | -- |
| 1  | Umeå FC           | 26 | 13 | 9  | 4  | 41 | 22 | +19 | 48 |
| 2  | Gefle IF          | 26 | 12 | 9  | 5  | 49 | 26 | +23 | 45 |
| 3  | Vasalunds IF      | 26 | 11 | 11 | 4  | 46 | 28 | +18 | 44 |
| 4  | Visby IF Gute     | 26 | 11 | 7  | 8  | 45 | 52 | −7  | 40 |
| 5  | IK Brage          | 26 | 11 | 6  | 9  | 50 | 44 | +6  | 39 |
| 6  | IFK Luleå         | 26 | 9  | 9  | 8  | 45 | 38 | +7  | 36 |
| 7  | GIF Sundsvall     | 26 | 8  | 10 | 8  | 31 | 23 | +8  | 34 |
| 8  | IF Brommapojkarna | 26 | 9  | 7  | 10 | 39 | 23 | +16 | 34 |
| 9  | Västerås SK       | 26 | 9  | 7  | 10 | 35 | 36 | −1  | 34 |
| 10 | BK Forward        | 26 | 8  | 10 | 8  | 28 | 34 | −6  | 34 |
| 11 | IK Sirius         | 26 | 7  | 8  | 11 | 29 | 41 | −12 | 29 |
| 12 | Assyriska FF (U)  | 26 | 6  | 7  | 13 | 24 | 41 | −17 | 25 |
| 13 | Väsby IK (U)      | 26 | 4  | 12 | 10 | 23 | 40 | −17 | 24 |
| 14 | Lira Luleå BK (U) | 26 | 4  | 8  | 14 | 25 | 53 | −28 | 20 |

### Södra
IK Oddevold vann serien och gick till Allsvenskan. Gais kom på andra plats och gick till kvalspel till Allsvenskan.
| Nr | Lag                 | S  | V  | O  | F  | GM | IM | MS  | P  |
| -- | ------------------- | -- | -- | -- | -- | -- | -- | --- | -- |
| 1  | IK Oddevold         | 26 | 17 | 3  | 6  | 59 | 29 | +30 | 54 |
| 2  | Gais                | 26 | 13 | 9  | 4  | 55 | 35 | +20 | 48 |
| 3  | IF Elfsborg         | 26 | 14 | 5  | 7  | 55 | 40 | +15 | 47 |
| 4  | Kalmar FF           | 26 | 12 | 6  | 8  | 60 | 45 | +15 | 42 |
| 5  | Ljungskile SK       | 26 | 10 | 9  | 7  | 42 | 35 | +7  | 39 |
| 6  | Gunnilse IS         | 26 | 9  | 7  | 10 | 40 | 36 | +4  | 34 |
| 7  | BK Häcken (N)       | 26 | 8  | 10 | 8  | 42 | 47 | −5  | 34 |
| 8  | IFK Hässleholm      | 26 | 10 | 4  | 12 | 48 | 65 | −17 | 34 |
| 9  | Falkenbergs FF (U)  | 26 | 9  | 6  | 11 | 35 | 36 | −1  | 33 |
| 10 | Stenungsunds IF     | 26 | 7  | 11 | 8  | 31 | 33 | −2  | 32 |
| 11 | Norrby IF (U)       | 26 | 9  | 4  | 13 | 37 | 40 | −3  | 31 |
| 12 | Myresjö IF (U)      | 26 | 8  | 6  | 12 | 37 | 50 | −13 | 30 |
| 13 | Skövde AIK (U)      | 26 | 6  | 5  | 15 | 43 | 58 | −15 | 23 |
| 14 | Landskrona BoIS (N) | 26 | 7  | 1  | 18 | 31 | 66 | −35 | 22 |

## Kval till Allsvenskan
Mellan lagen enligt ovan och lagen som slutade 11:a respektive 12:a i Allsvenskan.
| Lag 1    | Totalt | Lag 2          | Match 1 | Match 2 |
| -------- | ------ | -------------- | ------- | ------- |
| Gefle IF | 0-4    | Östers IF      | 0-1N1   | 0-3     |
| Gais     | 1-2    | IFK Norrköping | 1-1     | 0-1     |

N1: Matchen spelades på Råsunda i Solna då Strömvallen inte var i skick för matchspel.

Östers IF och IFK Norrköping kvarstår i Allsvenskan.

## Kval till division I
Omgång 1

| Lag 1         | Totalt | Lag 2          | Match 1 | Match 2 |
| ------------- | ------ | -------------- | ------- | ------- |
| Motala AIF    | 4-3    | Norrby IF      | 2-2     | 2-1     |
| IFK Sundsvall | 1-2    | IK Sirius      | 0-1     | 1-1     |
| Tyresö FF     | 1-2    | IFK Västerås   | 0-2     | 1-0     |
| Qviding FIF   | 2-4    | IFK Trelleborg | 2-1     | 0-3     |

Omgång 2

| Lag 1          | Totalt   | Lag 2      | Match 1 | Match 2 |
| -------------- | -------- | ---------- | ------- | ------- |
| IFK Trelleborg | 3-3 (BM) | Motala AIF | 2-2     | 1-1     |
| IFK Västerås   | 0-5      | IK Sirius  | 0-2     | 0-3     |

IK Sirius kvarstår i division I, Motala AIF flyttas upp till division I division I 1996, Norrby IF flyttas ned till division II 1995.